# Rinorea zenkeri
Rinorea zenkeri är en violväxtart som beskrevs av Adolf Engler. Rinorea zenkeri ingår i släktet Rinorea och familjen violväxter. Inga underarter finns listade i Catalogue of Life.